# Camilla Stockmann
Camilla Stockmann (født 20. august 1973) er en dansk journalist og forfatter.
Stockmann har studeret litteraturhistorie ved Aarhus Universitet, men blev i 2000 cand.mag. i moderne kultur på specialet Sku' det være kunst? Avantgardekunstens mulighedsrum i samtidens Danmark diagnosticeret gennem tre kunstskandaler i 1994. Hun har arbejdet som klummeskribent ved Eurowoman, som redaktør for Politikens kulturredaktion iBYEN og har siden været kulturreporter på Politikens kulturredaktion. Stockmann vandt i 2009 Hørup-prisen for sit journalistiske virke og den 5. januar 2018 2017-Cavling-prisen sammen med Janus Køster-Rasmussen for bogen Bullshit – Fortællingen om en familie.
Hun har udgivet fire bøger. I 2019 optaget i Kraks Blå Bog.
I 2021 var hun blandt de nominerede til FUJ's Graverpris (Foreningen for Undersøgende Journalistik) for dækningen af en seksualiseret kultur i DR's Pigekoret.
I 2022 modtog hun sammen med kollegaen Lea Wind-Friis Den Danske Publicistklubs Dokumentarpris for dækningen af magtmisbrug i DR Pigekoret.
Camilla Stockmanns tvillingesøster er filmproducer Sara Stockmann. 